# Поль Еру
Поль Луї Туссе́н Еру́ (фр. Paul Louis Toussaint Héroult; 10 квітня 1863, Тюрі-Аркур, Нормандія — 9 травня 1914, Антіб) — французький інженер, хімік, металург, промисловець, винахідник методу промислового виробництва алюмінію електролізом кріолітно-глиноземного розплаву, названого процесом Голла — Еру, творець успішної електродугової печі для виплавлення сталі.

## Життєпис

### Дитинство
Поль Еру народився 10 квітня 1863 року в передмісті Сент-Бенін маленького містечка Тюрі-Аркур  — на той час муніципалітету французького департаменту Кальвадос в Нормандії. Його батько Патріс Еру, як і дід, займався чинбарством. У Сент-Беніні родина Еру володіла заводом з оброблення шкіри. Його мати, Еліз Лепетіт Десоне, була дочкою керівника поштової станції муніципалітету Аркур.
Коли Полю було сім років, батько, щоб уберегти від небезпек французько-пруської війни (1870—1871), відправив його з матір'ю в Лондон до дідуся, батька матері. Перебуваючи там кілька років, Поль добре вивчив англійську мову, знання якої стало йому в пригоді в професійній діяльності.

### Освіта
Після повернення з Англії батько послав Поля вчитися в середню школу в Кані з пансіоном. У школі застосовували суворий ригористичний підхід до навчання, який пригнічував Поля, котрий був розумним і жвавим хлопчиком з незалежним способом мислення. Тому ця школа сформувала в нього відразу до класичної освіти.

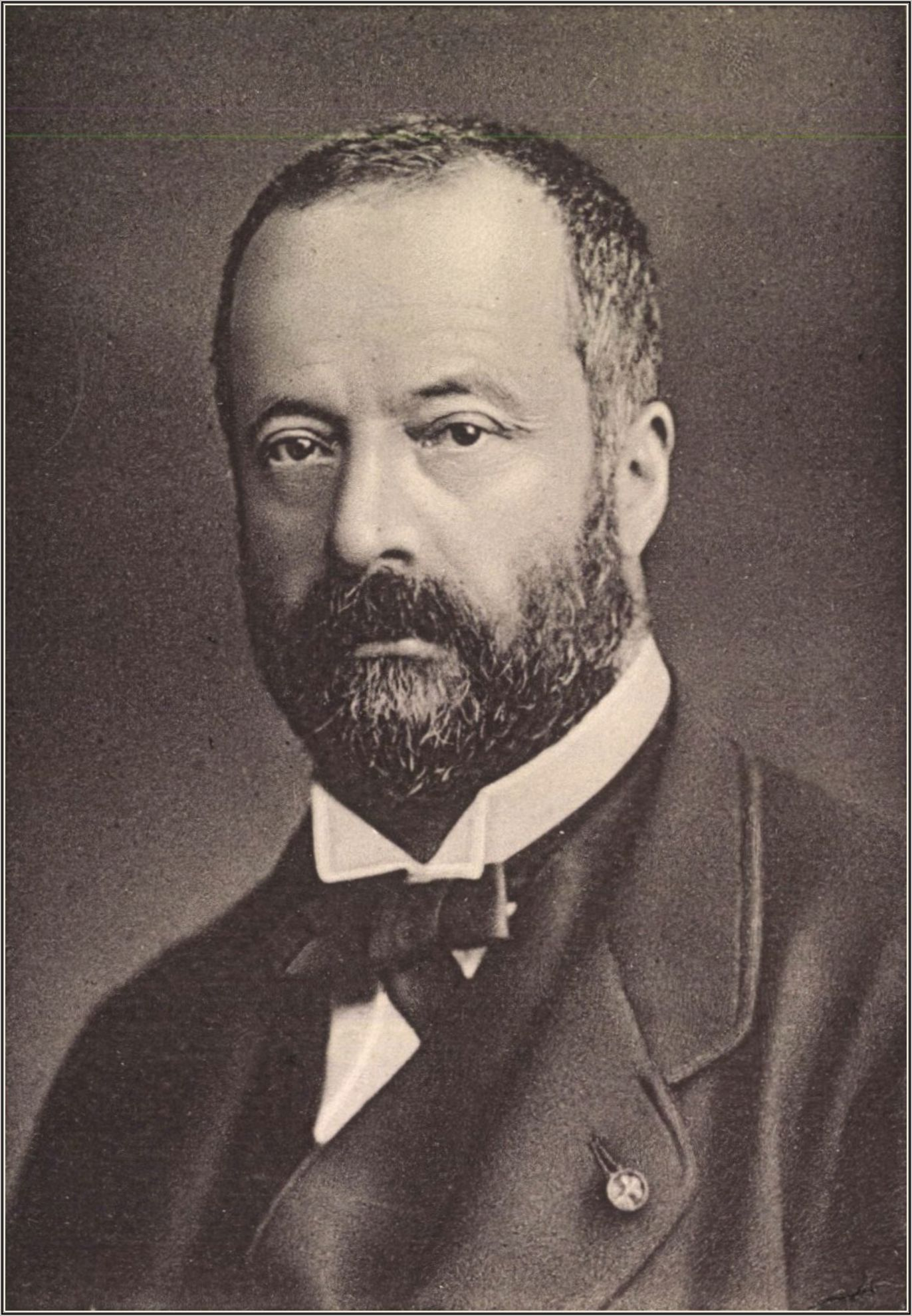
Французький хімік Анрі Сент-Клер Девіль (1818—1881)

1875 року Патріс Еру розширив свій бізнес та перемістив чинбарню поблизу Парижу, розмістивши її біля самих воріт столиці, в Порт-де-Жантілі, і відкрив у Парижі крамницю шкіри. Поль Еру продовжив навчання в паризькому коледжі Сент-Барб, заснованому ще 1460 року. Коледж з його ліберальною системою освіти був прихильніший до незалежного характеру Поля. Саме там у нього розвинулося зацікавлення природничими науками: фізикою, хімією, механікою. Можливо не останню роль у цьому відіграла його випадкова зустріч зі старим другом батька, мсьє Белліотом, адвокатом за фахом і високоерудованою людиною з розкішною особистою бібліотекою, у якій Поль годинами проводив свій вільний час після занять.
У віці п'ятнадцяти років він мав нагоду прочитати книгу про алюміній французького хіміка Анрі Сент-Клера Девіля, який 1854 року розробив перший промисловий спосіб отримання алюмінію. Ймовірно, саме з цієї книги, у якій Сент-Клер Девіль передбачив успішні перспективи використання алюмінію, Поль захопився ідеєю удосконалення виробництва й застосування цього металу, яка супроводжувала його протягом життя, й реалізація якої принесла йому світове визнання. Ця ідея поглинула Поля настільки, що він відразу захотів проводити експерименти з її втілення на батьковому заводі з обробки шкіри. Проте батько наполіг на тому, щоб син спочатку здобув фахову освіту. 1881 року Поль Еру писав матері:
|  | Я повинен присвятити весь свій час роботі над моїм проєктом, побоюючись, що хтось інший може відкрити переді мною процес, який я намагаюся розвинути: не маючи достатньо часу на школу, я хочу закінчити її цього року. Кілька разів я намагався підняти цю тему з татом, але завжди не наважувався, побоюючись його висміювання … Нині вартість для виробника — 60 франків за кілограм (алюмінію). Я міг би продавати його за 8 франків, а з використанням гідравлічної енергії — за 4 франки. Ви повинні бачити, наскільки важливим може бути такий бізнес. |

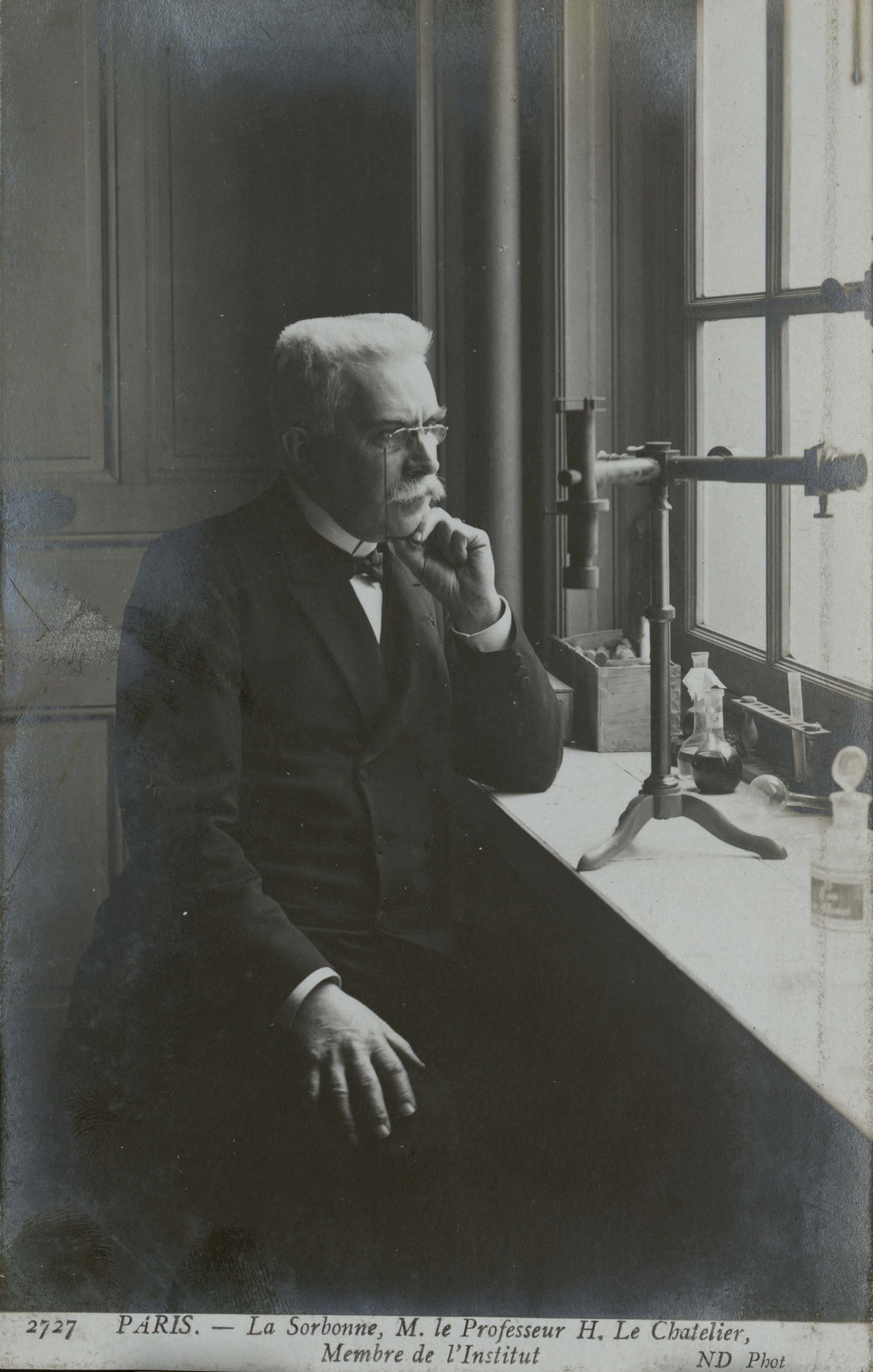
Професор Анрі Луї ле Шательє (1850—1936)

Після завершення навчання в коледжі Сент-Барб та отримання ступеня бакалавра в жовтні 1881 року його прийняли до школи Жана-Батіста Сея в підготовчий клас для вступу до престижної Вищої гірничої школи в Парижі (фр. L'École nationale supérieure des mines de Paris). У липні 1882 року Поль став її студентом (за номером дванадцять із двадцяти шести місць). Там його викладачем загальної й технічної хімії був відомий професор Анрі Луї ле Шательє, який добре знався на проблемі виробництва алюмінію, оскільки відвідував лабораторію Сент-Клера Девіля у Вищій нормальній школі в Парижі й співпрацював з ним над промисловим розвитком цього хімічного процесу. Еру, поглинутий ідеєю алюмінію, розробляв одне припущення за іншим, ескіз за ескізом, нехтуючи іншими навчальними дисциплінами. Як наслідок, він провчився у Вищій гірничій школі лише один рік, і після першого курсу його відрахували через невиконання навчального графіка. Таким чином, він не отримав диплома гірничого інженера, і добровільно записався на службу в 20-й артилерійський полк у Пуатьє. 1884 року був звільнений зі служби в полку. Невдовзі помер його батько, і Полю довелося замінити його на чинбарній фабриці в Жантілі.

## Професійні здобутки
Поль Еру був талановитим новатором з практичною інтуїцією, готовим до подолання складних технологічних проблем. Його професійна діяльність реалізувалася низкою визначних проривних винаходів.

### Електролітичний процес виробництва алюмінію
До 1886 року єдиним способом виробництва алюмінію був метод, створений Сент-Клером Девілем 1854 року, який полягав у хімічному відновленні алюмінію з його хлориду металічними калієм чи натрієм. Метод був удосконалений спочатку змішуванням хлоридів натрію та алюмінію, пізніше, застосовуванням кріоліту — {\displaystyle {\ce {Na3AlF6}}}. 1854 року Анрі Девіль зробив перше повідомлення про виробництво алюмінію на засіданні Французької академії наук, а 18 липня 1855 року в заводських умовах за цим удосконаленим методом був отриманий перший зливок алюмінію. Виробництво алюмінію не перевищувало 175 тонн на рік, і ціна сягала 1 250 франків за кілограм (1860 рік).
На той час уже був відомий метод розкладання деяких солей електролізом. Сам Девіль, як і Роберт Бунзен, отримав алюміній шляхом електролізу розплавленого безводного хлориду ще 1854 року. Але електрообладнання на той час не забезпечувало необхідної промислової потужності, та й ідея електролізу здавалася дуже складною з промислової точки зору. Відновлення оксиду алюмінію (глинозему) вуглецем в електричній печі давало результати лише за присутності металу — заліза чи міді, тому кінцевим продуктом міг бути лише їх сплав з алюмінієм.
Оскільки виробництво алюмінію за способом Девіля було надто дорогим, Еру вирішив створити продуктивніший дешевший метод виробництва алюмінію на основі електролізу. Ще під час короткого перебування на підготовчих курсах у Вищій гірничій школі в двадцятирічного Поля Еру виникла перша ідея щодо винаходу: в його конспекті того часу містився ескіз установки, разюче подібний до рисунка в поданні до першого патенту, отриманого винахідником 1886 року в 23-річному віці. Загальний принцип методу Еру відтворений коротким описом у його заявці на патент на цей винахід, поданій в Бюро патентів і товарних знаків (фр. l’Office des brevets et patentes) 23 квітня 1886 року й зареєстрованій за № 175711 під назвою «Електролітичний процес виробництва алюмінію»:
|  | В принципі, процес отримання алюмінію, який я хочу запатентувати, полягає в розкладанні глинозему, розчиненого у ванні з розплавленим кріолітом, за допомогою електричного струму, що надходить у ванну, з одного боку за допомогою електрода, який контактує з тиглем з агломерованого вугілля, в якому міститься кріоліт, і, з іншого боку, за допомогою іншого електрода, виготовленого, як і перший, з агломерованого вугілля, зануреного у ванну. Ця комбінація розкладає глинозем за допомогою низьковольтного струму: кисень надходить до анода і згорає разом з ним; алюміній осідає на стінках тигля, який служить катодом, і осаджується у вигляді гранул на дні тигля. Ванна залишається постійною і може використовуватися необмежений час, якщо поповнюється глиноземом. Позитивний електрод, тобто анод, необхідно заміняти після згоряння... Оригінальний текст (фр.) En principe le procédé que je désire breveter, pour la préparation de l'aluminium, consiste à décomposer de l'alumine en dissolution dans un bain de cryolithe en fusion, par un courant électrique aboutissant au bain, d'une part, au moyen d'une électrode en contact avec le creuset en charbon aggloméré qui contient la cryolithe et, d'autre part, au moyen d'une autre électrode, en charbon aggloméré comme la première, plongeant dans le bain. Cette combinaison produit la décomposition de l'alumine en employant un courant de faible tension : l'oxygène se rend à l'anode et brûle avec elle; l'aluminium se dépose sur les parois du creuset qui constitue la cathode et se précipite en culot dans le fond de ce creuset. Le bain reste constant et sert indéfiniment s’il est alimenté en alumine.L’électrode positive, c’est-à-dire l’anode, est à remplacer après combustion… |

Патент був виданий 1 вересня 1886 року за № 175711 на 15 років.
Коли після смерті батька фабрика з оброблення шкіри в Жантілі перейшла в підпорядкування Поля Еру, її чинбарна діяльність згодом була призупинена, й Поль розпочав там свої експерименти з виробництва алюмінію. Парова машина фабрики залишалася в доброму стані, і він міг використовувати її для експериментів, які розпочав у липні 1885 року. Для початку йому необхідно було розробити чи створити усі інші засоби, такі як електричні печі зі способом подачі струму, склад електроліту, оптимальний температурний режим електролізу тощо. Мати передала йому на придбання устаткування свої заощадження — 50 000 франків. Як джерело електричної енергії на той час у його розпорядженні була лише малопотужна динамо-машина Грамма, тому він був дуже обмежений у своїх перших спробах електролізу глинозему, експериментуючи з різними флюсами та зупинившись врешті на кріоліті. Перша ідея Еру, яку він згодом визнав невірною, полягала в тому, що електроліз необхідно проводити за високої температури. Він побудував цегляну піч, яку під'єднав до фабричного димаря, щоб отримати добру тягу при спалюванні вугілля. Проте, за високої температури алюміній повторно окиснювався, а залізний електрод плавився, утворюючи сплав алюмінію із залізом. Тому, як зазначено в його першому патенті, надалі він використовував тигель з центральним вугільним електродом. Також він пробував знизити температуру плавлення, додаючи в кріоліт хлориди алюмінію та натрію. Під час експериментів він виявив, що глинозем може безпосередньо розчинятися в кріоліті.
На початку 1886 року до експериментів на фабриці долучилися його друзі: Кергвістель (фр. Kerguistel) й Луї Мерль (фр. Louis Merle), з якими він заприятелював ще у Вищій гірничій школі, та які переїхали в Жантілі, щоб допомагати йому. Найперше Поль Еру отримав від друзів додаткову фінансову допомогу для експериментів, які надали в його розпорядження кілька тисяч франків, яких йому не вистачало для придбання потужнішої динамо-машини Бреґе (фр. Breguet) на 30 вольтів і 400 амперів. Встановлення на фабриці такої потужної на той час динамо-машини дозволило проводити випробування з більшою ефективністю. Складніше було вирішити проблеми з виготовленням вугільних тигля, який виточували з цільного шматка графіту, й грубих електродів (тоді знали лише вугільні стрижні для дугових ламп). Інженер Леон Гюлін (фр. Leon Hulin) допоміг розв'язати ці проблеми.
Друзі попарно працювали біля печі, третій відпочивав. Змінюючись що три години, вони підтримували нагрівання тигля від 48 до 56 годин поспіль, проте в результаті не отримували в тиглі чистого металу. За високої температури краплі алюмінію, щойно утворившись, відразу перетворювалися знову на глинозем. Згодом Еру з'ясував, що за низьких напруги та температури мідь більше не потрібна для збирання та накопичення алюмінію. А втім, фінансові ресурси та й наукові знання з хімії на рівні студента в Еру були обмежені. Тому після отримання першого патенту для продовження експериментів йому довелося звернутися за підтримкою та порадою до компетентного фахівця — Альфреда Рангода Пешіне — директора фабрики в Салендрі (Гар), заснованої батьком Луї Мерля, і яка випускала алюміній за методом Девіля. Пешіне, якому Еру запропонував долучитися до свого бізнесу, відмовився, аргументуючи тим, що виробництво алюмінію є малоперспективним з погляду обмежених застосування та збуту маловідомого у Франції алюмінію, на противагу, зокрема, алюмінієвій бронзі, здешевлення виробництва якої було б прибутковим.
Пізніше Поль Еру так згадував про зміст цієї розмови:
|  | Мої знання з хімії були обмежені тим, що міг знати 23-річний студент-нефахівець. Не дивно, що за таких умов […] я шукав підтримки в людей, які були авторитетними в цій галузі. Месьє Пешіне з Салендра, якому я запропонував свою справу, сказав мені: «Алюміній — це метал з обмеженим ринком збуту, його використовують для виготовлення тубусів далекоглядних труб, і незалежно від того, продаєте ви його за 10 франків чи 100 франків за кілограм, ви не продасте ні кілограма дорожче. Якби ви робили алюмінієву бронзу, це була б інша справа, тому що бронза використовується в значних кількостях, і якби ви робили її дешево, то, без сумніву, бізнес був би цікавим. Оригінальний текст (фр.) Mes connaissances en chimie étaient limitées à ce que peut savoir un étudiant de 23 ans non spécialiste. Il n’est pas étonnant, dans ces conditions, que […] j’aie cherché appui auprès de personnes faisant autorité dans la matière. M. Pechiney, de Salindres, auquel je proposai mon affaire, me dit : « L’aluminium est un métal à débouchés restreints, il s’emploie pour faire des tubes de lorgnettes, et que vous le vendiez 10 francs ou 100 francs le kilo, vous n’en vendrez pas un kilo de plus. Si vous faisiez du bronze d’aluminium, ce serait une autre affaire, car il s’emploie des quantités considérables de bronze, et si vous en faisiez à bon marché, nul doute que l’affaire ne soit intéressante». |

Під впливом такого аргументу Пешіне Еру відмовився від дослідження технології виробництва чистого алюмінію й провів серію дослідів з одержання сплавів. Так, Еру помістив на дно тигля оксид міді, який відновлювався у ванні в процесі електролізу. У розплаві алюміній розчинявся в міді, і на дні ванни утворювався сплав цих компонентів. За результатами цих дослідів 15 квітня 1887 року Еру подав у Бюро патентів і товарних знаків описовий меморандум-заявку на доповнення до патенту № 175711 (сертифікат на доповнення був виданий 14 вересня 1887 року), де описав конструкцію електричної печі, процес електролізу розплавленого оксиду алюмінію для виробництва сплавів алюмінію не тільки з міддю, але й залізом чи кремнієм, а також чітко вказав, що нема потреби в зовнішньому нагріванні, оскільки електричний струм забезпечує достатньо тепла для збереження ванни в розплавленому стані. Основною відмінністю доповнення до першого патенту на чистий алюміній була відсутність в електролітичній ванні кріоліту: виробництво алюмінієвої бронзи досягається під час електролізу суміші міді та глинозему в тиглі з утворенням однорідного розплаву двох металів. Ще одна важлива відмінність стосувалася використаної печі: якщо в першому патенті катод занурювався у ванну так само, як і анод, то тигель для алюмінієвої бронзи розміщувався безпосередньо на негативному полюсі.
Навесні 1887 року Еру приїхав до Цюріха, щоб прийняти динамо-машину для своєї електричної печі, яку він замовив на машинобудівному заводі Ерлікон (нім. Maschinenfabrik Oerlikon). Там в Ерліконі (Цюрих) його дослідження привернули увагу засновника компанії, яка володіла цим заводом, Петера Еміля Губер-Вердмюллера (нім. Peter Emil Huber-Werdmüller). Губер-Вердмюллер відразу оцінив важливе значення винаходу Еру й запропонував реалізувати його промислове використання в Швейцарії. Для цього він сконтактував Еру з Гюставом Навілем (нім. Gustave Naville) з машинобудівної компанії «Escher Wyss AG» (Цюріх) й Георгом Негерем (нім. Georg Neher), засновником компанії «JG Neher Söhne & Cie.», яка мала металургійний завод у Нойгаузені. 26 серпня 1887 року ініціативною групою (Петер Губер-Вердмюллер — президент «Maschinenfabrik Oerlikon», яка поставила динамо-машини, щоб задовольнити величезну потребу в електроенергії; Густав Навіль з компанії «Escher, Wyss & Cie.», лідера в турбобудуванні; Георг Негер від «JG Nehers Söhne & Cie.», яка володіла правами на використання гідроенергії на Рейнському водоспаді та забезпечила необхідні будівлі в Нойгаузені на Рейнфальлі разом зі своїм металургійним заводом) був укладений контракт з Еру на промислове виробництва алюмінію за його патентом. Ініціатори алюмінієвого заводу 31 жовтня 1887 року разом з іншими акціонерами заснували «Швейцарську металургійну компанію» (нім. Schweizerische Metallurgische Gesellschaft; фр. Société Métallurgique Suisse). Еру побудував для компанії нову електродугову піч-електролізер на 6000 амперів з напругою від 30 до 70 вольтів, яка стала предметом німецького патенту № 47165, поданого 8 грудня 1887 року від «Швейцарської металургійної компанії» в Нойгаузені.
Початкові результати роботи Еру були настільки обнадійливими, що вже 18 листопада 1888 року в Нойхаузені була заснована «Акціонерна компанія алюмінієвої промисловості» (нім. Aluminium-Industrie Aktiengesellschaft — AIAG) з капіталом у 10 мільйонів швейцарських франків за участю «Deutsche Edison Gesellschaft», «Ateliers de Constructions Mécaniques Oerlikon» і «Escher Wyss AG». Від «Edison Gesellschaft» до виробництва долучився талановитий німецький інженер-хімік, спеціаліст в галузі електрохімії Мартін Кіліані, який уже проводив експерименти з виробництва алюмінію в своїй компанії, але більше відомий з 1884 року завдяки німецькому патенту з електролітичного виробництва цинку. Кіліані увійшов до нової компанії як директор заводу в Нойгаузені, (залишався ним до своєї смерті 1895 року), а Еру посідав там посаду технічного менеджера. Хоча Кіліані й Еру мали різні характери, й кожен з них був самодостатнім у розвитку алюмінієвого виробництва, але їхні ідеї, взаємодоповнюючись, давали плідні результати. Кіліані підхопив першу ідею Еру щодо електролітичного виробництва чистого алюмінію. Не зупиняючись перед застереженнями Еру щодо відсутності достатнього попиту на чистий алюміній, він активно вирішував проблеми промислового виробництва алюмінію та його комерційного використання. Головним завданням на думку Кіліані було зниження температури ванни та густини струму, оскільки він помітив, що надмірна температури шкідлива для процесу електролізу. Цю проблему він вирішував додаванням у ванну розплаву фториду алюмінію. Дослідження Кіліані щодо вдосконалення процесу Еру завершилися реєстрацією в квітні 1889 року патенту. Однак нижча температура процесу провокувала утворення твердої кірки на поверхні розплаву. Тому основною проблемою, яку мали вирішити Еру й Кіліані, було забезпечення відносного руху анода й тигля-катода для уникнення утворення твердої кірки на поверхні розплаву та забезпечення регулярної подачі глинозему завдяки автоматичному перемішуванню розплаву.
Еру, підбадьорений переконанням Кіліані щодо потреби виробництва чистого алюмінію, відновив впевненість у своїй оригінальній ідеї й зацікавив нею кількох французьких підприємців, Гюстава Мюнереля й Жюля Віара з Лотарингії, які разом з Goldschmidt Bank 17 жовтня 1888 року заснували «Французьку електрометалургійну компанію» (фр. Société Électro-Métallurgique Française - (SEMF)). Компанія побудувала завод з інтегрованою гідроелектростанцією на водоспаді в Фрож в департаменті Ізер, поблизу Гренобля. Було досягнуто угоди про звільнення Еру від зобов'язань щодо швейцарської компанії в Нойхаузені й призначення його технічним менеджером з розвитку виробництва алюмінію на заводі в Фрож. Поль Еру, не будучи акціонером компанії, отримував винагороду за рахунок роялті (65 000 франків плюс 1 франк за кожен кілограм алюмінію). Тут Еру став технічним фасилітатором і зміг самостійно працювати над удосконаленням і промисловим розвитком свого процесу.
Початки роботи нового заводу були важкими. Хоча собівартість кілограма алюмінію впала з 15,60 франка (1890 рік) до 10,95 франка (1891 рік) і була втричі меншою за вартість хімічно отриманого алюмінію на заводі компанії заводі Саліндрі Пешіне, все одно була надто високою. Персонал заводу звільняли через некомпетентність або з фінансових причин, ентузіазм працівників незабаром згас. Проте, Поль Еру, як завжди, не занепав духом і продовжував працювати, збільшуючи кількість печей-електролізерів й удосконалюючи їх.
У той час, коли Еру покинув AIAG і почав співпрацювати із «Французькою електрометалургійною компанією», Кіліані 1888 року вирішив проблему утворення кірки на поверхні розплаву, створивши піч, у якій один або обидва електроди неперервно концентрично або ексцентрично оберталися, занурені у розплав. Цей новий тип печей, запатентований в усіх країнах, надалі був застосований для виробництва чистого алюмінію під час розширення заводу в Нойгаузені 1890 року.
1889 року «Французька електрометалургійна компанія» придбала ліцензію на піч Кіліані й перейшла від виробництва алюмінієвої бронзи з високим вмістом алюмінію до виробництва металевого алюмінію. Удосконалюючи технологію Кіліані Еру спростив механізм переміщення анода, зберігши лише вертикальне переміщення за допомогою регулювального гвинта, а відносне обертання анода-катода забезпечив обертанням тигля-катода на чотирьох рухомих роликах. Він зосередився на конструкції тиглів, шукаючи простіший спосіб зробити їх мобільними, перш ніж з'ясував, що ця мобільність не є необхідною для плавного перебігу електролізу. Під час аварійної зупинки одного з тиглів Еру помітив, що процес відбувався й без обертання тигля. Коли електроліт збіднювався глиноземом, і анод поляризувався, було простіше механічно розбити поверхневу кірку й занурити нову порцію глинозему в розплав для відновлення його концентрації в електроліті.
Прагнучи зменшити густину струму, Еру збільшив поверхню анода, збільшивши сторону його квадратного поперечного перерізу від 20 до 25 см, та застосував кілька анодів для кожної печі. Виробництво таких анодів-блоків з вуглецю було справжньою технічною проблемою того часу. Розв'язати її Еру допомагав експерт з вуглецевих виробів інженер Леон Гюлін, з яким він співпрацював ще в Жантілі. 1890 року в невеликому селі Шам поблизу Фрожу було побудовано анодний завод, який працював до 1911 року. Перший технологічний процес, розроблений Леоном Гуліном, полягав у формуванні вуглецевої пасти в пластини завтовшки 20 мм, їх склеюванні та спіканні в чавунній формі. 1892 року Поль Еру спростив технологію: вуглецеву пасту безпосередньо втрамбовували в кубічну форму й спікали. Протягом трьох років Еру розробив три покоління печей-електролізерів, за кожним наступним варіантом поліпшуючи їх ефективність.

Схема перерізу електродугової печі Еру для електролітичного виробництва алюмінію

Печі третього покоління напівсферичної форми, футеровані сумішшю деревного вугілля й пеку, з чотирма анодами квадратного перерізу (25 см х 25 см), які живилися струмом напругою 5,5 В, силою струму 4000 А за густини струму на аноді 1,6 А/см2, були встановлені на заводі в Фроже. Дві лінії по п'ять печей запрацювали в липні 1892 року. Завдяки новаторським конструкційним і технологічним удосконаленням процесу Полем Еру «Французька електрометалургійна компанія» не тільки значно збільшила виробництво алюмінію, але й змогла відмовитись від оплати ліцензії на технологію Кіліані.
1892 року керівництво SEMF, заохочене зростанням попиту на чистий алюміній, який майже в 1,5 раза перевищував виробничу потужність заводу в Фрожі, вирішило розширити його виробництво й придбало права на гідроенергію та землю, щоб побудувати гідроелектростанцію та алюмінієвий завод у Ля-Пра в нижній частині території комуни Сент-Андре, розташованої в альпійській долині Мор'єнн (Савойя). Вибір Ля-Пра був продиктований можливістю автономного енергопостачання завдяки гідроелектростанції потужністю 15 000 кВт, збудованій на ріці Арк, притоці Ізер. Близькість залізничної колії сприяла постачанню глинозему та відвантаженню металу. Поль Еру був призначений директором цього електрометалургійного заводу. Він відразу оснастив завод лінією з шести печей третього покоління, застосованого ним в останні місяці своєї роботи на заводі в Фрожі. Кожна піч мала 6 анодів квадратного перерізу, які живилися струмом 5000 А. Лінія успішно запрацювала в Ля-Пра 31 липня 1893 року.
Мартін Кіліані, відвідавши завод у Ля-Пра в травні 1894 року, був вражений ефективністю технології Еру, яка повністю відрізнялася від запантентованої ним 1889 року. За пропозицією Еру він скасував ліцензійний контракт із SEMF і вів переговори про можливість використати на його заводі у Нойхаузені сім печей конструкції Еру третього покоління. Наприкінці 1894 року завод SEMF був дообладнаний додатковими лініями з печами п'ятого покоління прямокутної форми по 8 — 10 анодів, які живилися струмом 7 500 А. Цього року виробнича потужність заводу сягнула 179 798 кг алюмінію. Печі Еру були на той час найпродуктивнішими й стали основою для розвитку майбутніх технологій алюмінію.
1895 року була створена «Французька компанія чистого глинозему» (фр. Société française de l'alumine pure), яка експериментувала з новим процесом Байєра. Компанія Еру доручила йому вивчити й оцінити ефективність глиноземного заводу компанії в Гардані, (департамент Буш-дю-Рон). Його позитивні висновки спонукали керівництво SEMF 1895 року поглинути нову компанію. Це стало початком плідної співпраці між Еру й Карлом Йозефом Байєром у пошуках шляхів зниження собівартості виробництва алюмінію. 1895 року вони разом вирушили до США, щоб ближче познайомитися з процесом Голла, який використовувався на глиноземному заводі в Саут-Вілмінгтоні. Процес не давав кращих результатів, ніж їхній. Наступний візит до Британської алюмінієвої компанії (англ. British Aluminium Company Ltd) в Англії також не приніс позитивних ідей.
Ще в травні 1889 року, відразу після від'їзду з Нойхаузена і створення «Французької електрометалургійної компанії», Еру був запрошений до Сполучених Штатів Америки для демонстрації свого винаходу. Разом з Луї Мерлем він повіз туди свою піч-електролізер без динамо-машини, оскільки американські партнери відмовилися купувати її в Європі, а придбали динамо-машину в Едісона. У Бріджпорті (штат Коннектикут) в старому ливарному цеху друзі приготували презентацію процесу Еру. Але динамо-машина Едісона, не призначена для такого використання, не витримала великих перепадів навантаження й перегоріла від короткого замикання. Рідкісне на той час обладнання не підлягало ремонту, і друзі, не маючи можливості продовжити експеримент, повернулися до Франції.
1912 року Поль Еру повернувся до своєї первинної теми — виробництва алюмінію, коли Едрієн Бедін, який замінив на посаді президента французької алюмінієвої компанії «Société de Produits Chimiques d'Alais et de Camargue» Альфреда Пешіне, запросив його до співпраці. Щоб конкурувати з «Aluminium Company of America» (Alcoa) і закріпитися в Америці Бедін у серпні 1912 року заснував поблизу Солсбері (штат Північна Кароліна) компанію «Southern Aluminium Co.». Він придбав у власність землю й право користуватися водоспадами біля річки Ядкін і запросив Поля Еру очолити там будівництво алюмінієвого заводу. Поблизу заводу утворилося містечко Бейдін, яке отримало свою назву від прізвища Едрієна Бедіна.
Еру взяв із собою дружину та старшого сина Поля, який допомагав йому в геодезії. Умови праці й проживання були надто важкими для Еру: проживання в старому колоніальному будинку, спекотний клімат, навколо чагарники переповнені комарами та зміями. На додачу Еру захворів на малярію, і йому доводилося продовжувати роботу, прикутим до ліжка. Загроза війни сповільнювала будівництво. У цих умовах, за наполяганням сина, Поль Еру змушений був покинути будівництво, повернутися додому в Францію, де залишався інженером-консультантом компанії.

### Електродугова сталеплавильна піч

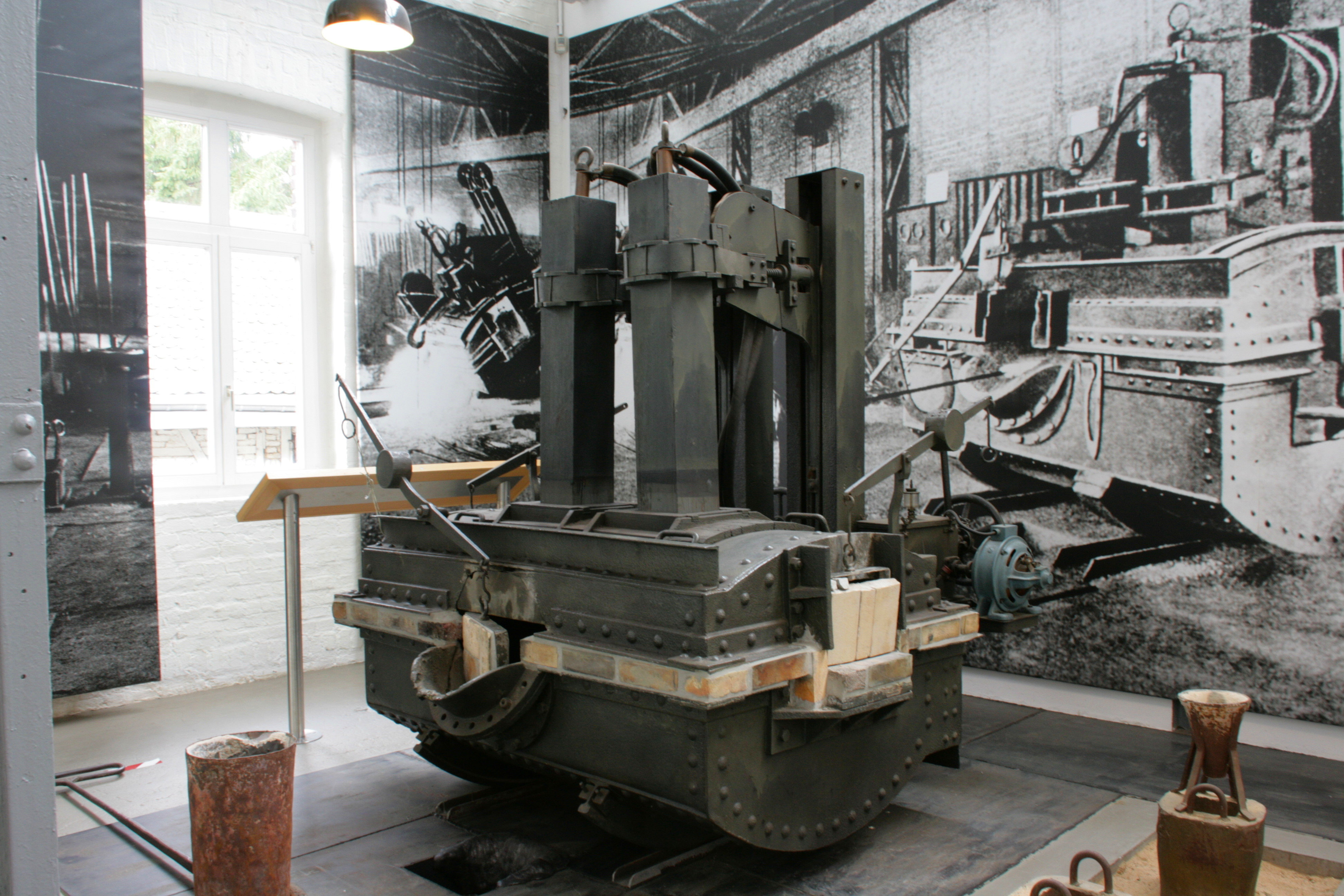
Електродугова сталеплавильна піч Еру 1905 року, експонат Німецького музею інструментів у Ремшайді

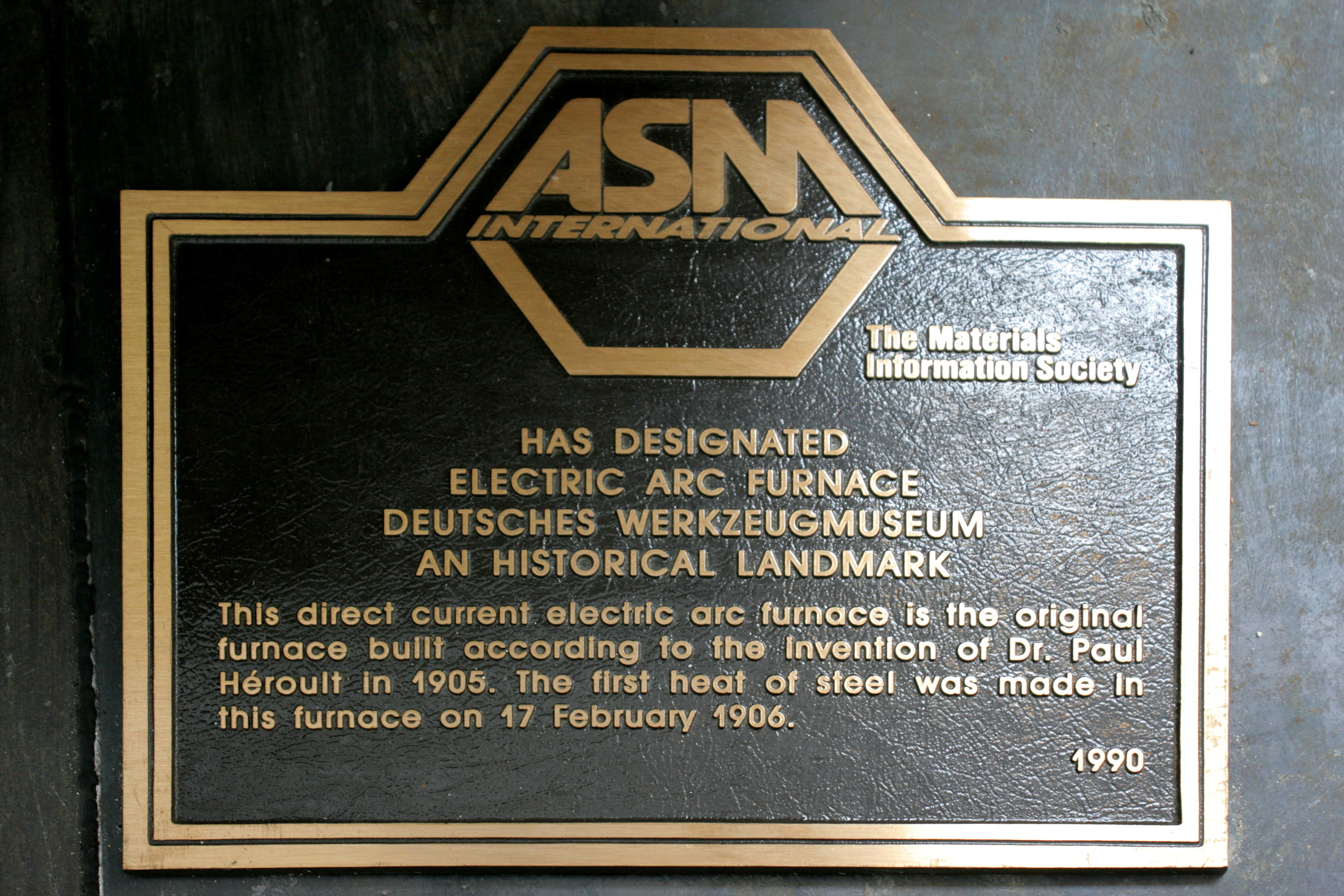
Пам'ятна таблиця печі-експонату музею інструментів у Ремшайді

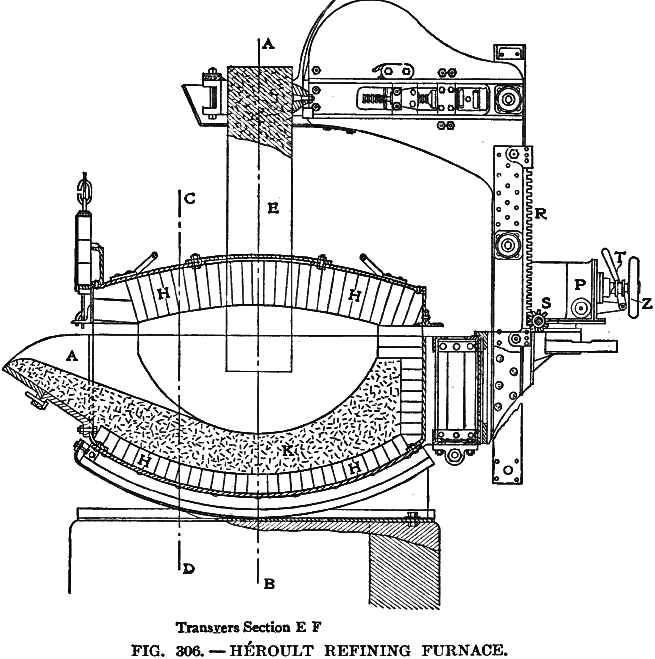
Поперечний переріз електродугової печі Еру

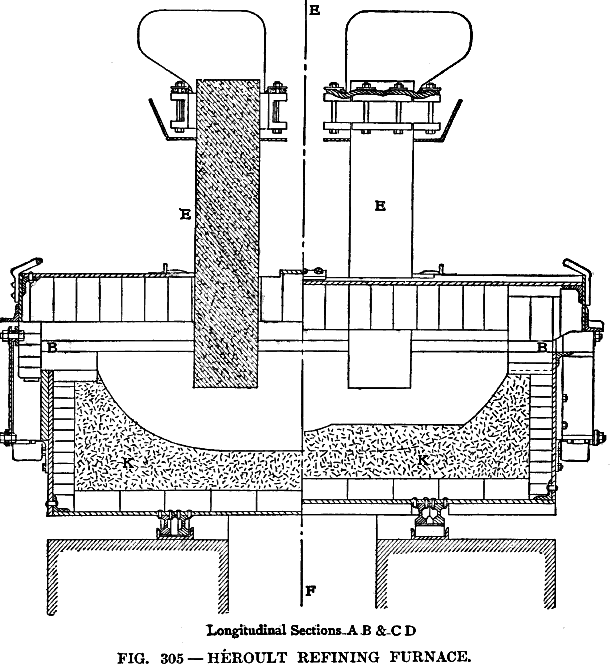
Поздовжній переріз електродугової печі Еру

Досягнувши істотного успіху у виробництві алюмінію, Поль Еру віддавав свою енергію розв'язанню інших проблем електрометалургії, зокрема, використавши свій «алюмінієвий» досвід, у короткий термін він створив електродугову сталеплавильну піч із двома послідовно з'єднаними електродами. Вперше вона була побудована 1900 року й використана для виробництва ферохрому на заводі в Ля-Пра. Перша експериментальна плавка сталі була проведена 9 жовтня 1900 року. 12 листопада цього року було подано заявку на патент. Практично за три місяці було створено промислове виробництво, і 28 грудня 1900 року перший вагон з 9000 кг електросталі був відправлений замовнику. Саме Еру першим зрозумів істотні переваги послідовного з'єднання електродів (зменшення струмових навантажень на кожен з електродів, краще регулювання потужності дуги, зменшення споживання графітових електродів) порівняно з паралельним з'єднанням. Його піч була футерована основним матеріалом, шихта складалася з твердого чи рідкого чавуну, сталевого брухту й флюсів. Виплавлення сталі відбувалося за принципом мартенівського процесу. Нагрівання здійснювалося комбіновано електричною дугою й опором внаслідок проходження струму через шихту. За потреби електроди опускалися, поки не занурювалися в шлак, але ніколи не торкалися металу. Завдяки високій температурі плавлення отримувався рідкий шлак з дуже високим вмістом основних компонентів, що сприяло отриманню сталі з низьким вмістом шкідливих домішок фосфору й сірки.
Через два роки, у вересні 1902 року, в рамах Конгресу білого вугілля (гідроенергії) (фр. Congrès de la houille blanche) в Греноблі, Еру здійснив перше публічне виплавлення 2 200 кг електросталі. Проте, металурги ще кілька років по тому не виявляли особливого ентузіазму, і деякі, хоч і сприйняли електродугову піч, щоб бути в руслі металургійних новацій, але з думкою не використовувати її через побоювання можливого електротравматизму. А втім, електросталеплавильні печі довели свою ефективність. 1929 року вони виплавили понад 1 750 000 тонн металу. І, як було відзначено на третьому Конгресі білого вугілля 1925 року, Еру зміг з першої спроби створити конструкцію електросталеплавильної печі, яка протягом майже 25 років не потребувала модернізації, залишаючись найпростішою та найнадійнішою.
1905 році Поль Еру був запрошений до Сполучених Штатів Америки як технічний радник кількох сталеплавильних компаній, зокрема, «United States Steel Corporation» (попередній контракт у жовтні 1908 року та остаточний 28 квітня 1911 року) і «Halcomb Steel Company», яка перша в США встановила електродугову піч Еру.
Станом на 1915 рік електродугова піч Еру була лідером за поширеністю в світі: 47 печей перебували в експлуатації та близько 20 — на стадії встановлення. Їх використовували відомі металургійні компанії, такі як «U.S. Steel» у США, «Thyssen AG» у Німеччині, «Vickers Limited» і «Edgar Allen and Company» в Англії, сталеплавильні та ливарні заводи у Франції, Австрії, Бельгії та інших країнах.

### Водовід через річку Арк

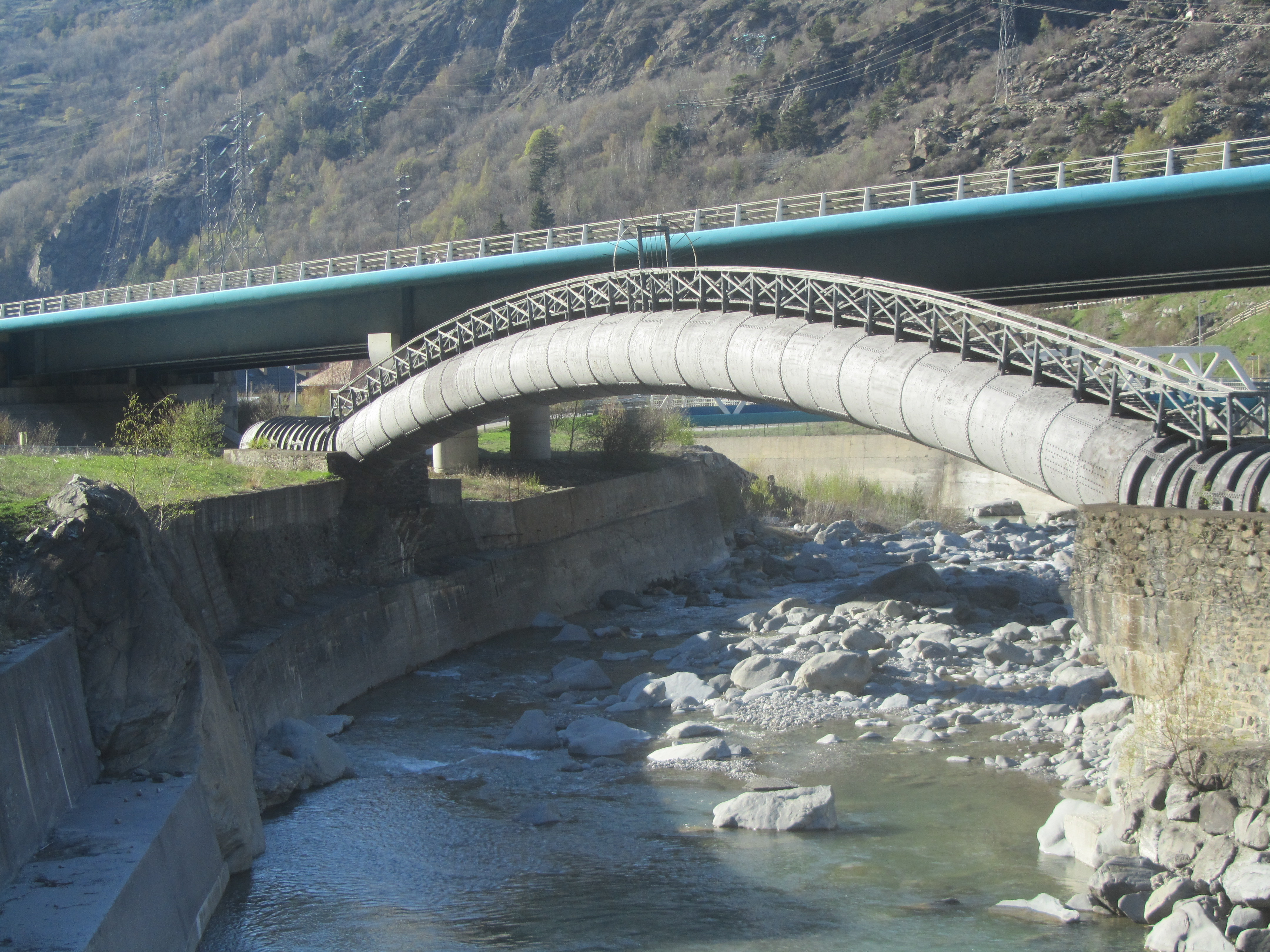
Арочний водовід через річку, спроєктований Полем Еру 1898 року

Коли Поль Еру був призначений директором електрометалургійного заводу в Ля-Пра, він мав подбати про встановлення гідроелектростанції на березі річки Арк. Там він проявив себе не тільки як металург, але й інженер-гідротехнік. Початково збудована гідроелектростанція використовувала 35-метровий перепад висот потоку води. Пізніше 1898 року, коли за його проєктом був збудований каскад з перепадом у 83 м, треба було вирішити проблему переходу через річку Арк сталевого водоводу діаметром 2,4 м і прогоном 47 м, через який вода мала поступати на гідротурбіни, таким чином, щоб запобігти його руйнуванню під час повеней. Поль Еру запропонував виконати перетин річки не мостом для водогону, а самим лише водоводом у формі арки над рівнем можливої повені з бетонними опорами тільки на протилежних берегах річки. Це рішення здавалося надто сумнівним, приреченим на провал з огляду на міцність сталевої труби, й Еру довелося подолати чималий опір скептично налаштованих будівельників і взяти на себе повну відповідальність за безпечну експлуатацію. Конструкція успішно витримала момент відкриття шлюзів й наступну експлуатацію та стала прикладом для подібних майбутніх застосувань

### Інші винаходи
Поль Еру — творець революційних технологічних процесів, був талановитим інженером-самоуком, який проявив себе у різних галузях науки й техніки — хімії, механіці, електриці, архітектурі. Спостережливий розум та винахідницька інтуїція дозволяли йому знаходити практичне застосування для тих ідей, які виникали в нього в процесі досліджень. Так, на заводі в Фрожі під час виробництво алюмінієвих сплавів шляхом високотемпературного (2000 °C) електролізу він звернув увагу на те, що оксид алюмінію після кристалізації з розплаву надзвичайно твердий. Тож у нього тут же виникла ідея виробництва та застосування корунду як абразиву. Крім того, завдяки практиці високотемпературного лиття, забезпеченого корундовими тиглями, на заводі 1896 року вперше стали виробляти карбід кальцію литтям. Вагомими роботами Еру з електрометалургії було створення процесу виробництва феронікелю з гарнієриту (руда з Нової Каледонії) і чистого нікелю з цього феронікелю (патенти FR 336376, FR 400910), дослідження з виробництва мідного  штейну, феросплавів в електричній печі.
Зацікавлення Еру поширювалися на різні сфери, часом далекі від електрометалургії, як-от він обговорює з Арреніусом питання космогонії, розробляє з американським винахідником Купером Г'юветом човен на підводних крилах (англ. hydroslip), опрацьовує модель літального апарата («phaneroptere»), попередника майбутнього гелікоптера, разом з Рене Тюрі, відомим виробником динамо-машин із Женеви, удосконалює «уніполярні» динамо-машини із вертикальною віссю для заводу в Ла Пра.
Незадовго до смерті Еру захопився незвичним морським проєктом, для якого здійснив з колегою подорож в Саргасове море, щоб провести експеримент з виробництва йоду у відкритому морі. Його задум полягав у створенні на базі вантажного судна заводу з вилучення йоду з морських водоростей. Проєкт не отримав фінансової підтримки, і Еру, розчарувавшись, придбав велику 35-метрову морську яхту «Samva», на якій, перетворивши її у свій дім, почав плавати Середземним морем.

### Патенти Еру
Основні патенти Поля Еру на електрометалургійні процеси й апарати та інші винаходи:
- FR 175711 Електролітичний процес отримання алюмінію. 23 квітня 1886 (Сертифікат про доповнення від 15 квітня 1887 року);
- DE 47165 Апарат для безперервного виробництва алюмінієвого сплаву або аналогічного сплаву електролітичним шляхом/Schweizerisch Mettalurgische Gesellshaft. 8 грудня 1887;
- FR 187447 Апарати безперервної дії для електролітичного виробництва алюмінію з інших металів та їх сплавів. 23 квітня 1888;
- FR 197643 Процес підтримки розрідженої вогнем ванни, яка піддається електролізу, у відкритому стані та розподілу флюсів, які необхідно додати, але ще не розплавити, до вже розплавлених мас електролітичної ванни та пристрою, що використовується для цієї мети/SEMF. 20 квітня 1889;
- FR 281373 Процес отримання лужних сульфідів. 13 вересня 1898;
- FR 284525 Процес виробництва збагаченого ферохрому. 30 грудня 1898;
- FR 298656 Удосконалення використання електричних печей для отримання м'яких металів та інших матеріалів, які необхідно видалити з вуглецю електродів/SEMF. 27 березня 1900;
- FR 301804 Виробництво м'якого ферохрому/SEMF. 2 липня 1900;
- FR 305317 Процес і апарат для виробництва заліза, чавуну та сталі/SEMF. 12 листопада 1900;
- FR 305373 Процес та обладнання для утилізації відпрацьованого тепла в металургійних операціях загалом та у виробництві чавуну зокрема./SEMF. 13 листопада 1900;
- FR 307739 Електрична осцилююча піч системи Héroult/SEMF. 1 квітня 1901;
- FR 318638 Електрична піч з плавкими електродами/SEMF. 12 лютого 1902;
- FR 318638 Процес розкислення та навуглецювання рідкої сталі/SEMF. 12 лютого 1902;
- FR 328350 Спосіб виробництва сталі електрометалургійним методом; перший додаток №2040/SEMF. 7 лютого 1903; (сертифікат про доповнення № 3815 від 26 серпня 1904;
- FR 336376 Електричний процес вилучення нікелю з гарнієриту та інших руд/SEMF. 30 жовтня 1903;
- FR 336705 Процес розкислення та десульфурації сталі /SEMF. 1903;
- FR 344196 Спосіб і прилад для навігації без плавання. 21 червня 1904;
- FR 344611 Процес та обладнання для електротехнічного виробництва чавуну, в основному сталі/SEMF. 1904;
- FR 344115 Процес отримання якісних зливків шляхом усадки рідкої сталі/SEMF. 1904;
- FR 356714 Процес виробництва зневуглецьованого розплавленого чавуну /SEMF. 5 серпня 1905;
- FR 360072 Електричний міксер сталевий/SEMF.11 лютого 1905;
- FR 364736 Піч призначена для високотемпературного прожарювання глинозему і може бути застосована для прожарювання легких порошків/SEMF. 29 березня 1906; (перше доповнення № 6555 від 3 серпня 1906);
- FR 384352 Процес зварювання алюмінію/SEMF. 5 листопада 1907;
- FR 400910 Процес отримання чистого нікелю/SEMF. 27 червня 1908; (сертифікат про доповнення № 11552 від 6 січня 1909);
- FR 449160 Удосконалення виробництва високоякісного чавуну/SEMF. 8 жовтня 1912;
- FR 464863 Система кріплення для розміщення електродів на електричних печах/SEMF. 12 листопада 1913.

Патенти на винаходи Еру були видані не тільки у Франції, але й в Англії, Бельгії, Іспанії, Італії, Канаді, Німеччині, США.

### Алюмінієві двійники
У той час, коли Поль Еру в Франції створював і розвивав свій алюмінієвий винахід, одночасно й незалежно в Сполучених Штатах Америки його одноліток Чарльз Голл реалізовував ідентичну технологію електролізного способу виробництва алюмінію.

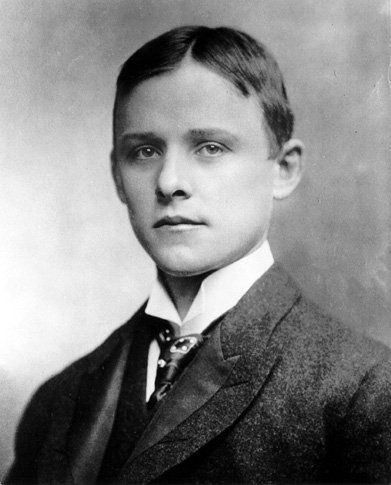
Чарльз Голл (1863—1914)

Ці два винахідники, розділені Атлантичним океаном, мали разюче подібні біографії. Вони народилися одного й того ж 1863 року, у 15 років прочитали знамениту книгу Анрі Сен-Клера Девіля про алюміній, під впливом якої загорілися ідеєю здешевити виробництво алюмінію, 1886 року подали заявки на отримання патентів на свої винаходи, налагодили виробництво алюмінію в промислових масштабах: Голл для Pittsburgh Reduction Company (майбутня Alcoa), а Поль Еруль для Французької електрометалургійної компанії (SEMF). Померли у віці 51 рік — 1914 року. Але, попри схожі кар'єри, Голл і Еру були різними людьми, з відмінними характерами, освітою, поглядами та поведінкою.
Успіху в створенні цими винахідниками комерційно вигідного електролітичного процесу виробництва алюмінію сприяла низка чинників: досвід попередників, розвиток прикладної електрохімії, створення динамо-машин потрібної потужності, попит на продукцію. Як і в будь-якому електролітичному процесі їм довелося вирішувати щонайменше три основні проблеми:
- вибір електроліту — відповідну сполуку алюмінію, придатну для електролізу. Після багатьох випробувань Голл і Еру незалежно обрали найпростішу сполуку — оксид алюмінію Al2O3, глинозем;
- оптимізація складу електролітичної ванни щодо зниження температури плавлення, зменшення електричного опору для зменшення споживання електроенергії тощо;
- конструкція електролізера: форма, футерування, матеріали й розміщення анодів і катод тощо.

Хоч вони обидва однаково вибрали глинозем, та по-різному вирішували проблему складу ванни й будови електролізера. Чарльз Холл був вченим і хіміком, тому більше зосереджувався на хімічному складі ванни. Він досліджував можливість використання фторидів (фторидів алюмінію, калію або фторидів алюмінію, калію або кальцію) як основних компонентів електролізної ванни, щоб знизити температуру плавлення, поліпшити розчинення глинозему й продовжити термін служби ванни. Будова його електролізера в основному залишалася незмінною: чавунна або сталева оболонка з вуглецевим футеруванням, кілька невеликих анодів. Натомість Поль Еру був інженером-практиком, винахідливим експериментатором, який, як тільки зрозумів, що кріоліт є найкращим компонентом для ванн, звертав більше уваги на розроблення конструкції апарата. Зокрема, збільшивши поверхню анода та кількість анодів, він досяг успіху в зменшенні анодної густини струму.
1 вересня 1886 року Еру отримав французький патент на процес електролітичного виробництва алюмінію і в травні цього ж року подав заявку на патент на аналогічний винахід у США. Голл подав заявки на патенти на аналогічний процес 9 липня 1886 року в США і 2 квітня 1889 року в Франції. За французьким законодавством винахід приписується першому заявнику, тому лише патент Поля Еру був визнаним. Натомість американське законодавство вимагає, щоб патент був присуджений тому з двох винахідників, який першим зробив і застосував свій винахід на території Сполучених Штатів. Перші випробування Холла датуються початком 1886 року, а Еру — 1885 роком, але у Франції. Оскільки Еру не зміг виконати цю умову для своїх експериментів 1885 року, а Голл за допомогою двох поштових листів до брата Джорджа, датованих 23 лютого 1886 року, у яких він пояснював теорію й технологію винаходу, а також свідчень його професора хімії з коледжу Френка Джеветта, який проводив хімічний аналіз крапель алюмінію, отриманих в експерименті Чарльза, зміг підтвердити пріоритет відкриття до дати французького патенту Еру, то 2 лютого 1892 року після тривалої процедури патент США було видано Голлу. Зрештою, патентна суперечка була вирішена шляхом компромісу між двома винахідниками: Еру погодився обмежити використання свого патенту в Європі, а Голл — в Америці. В один із останніх приїздів до Америки Поль Еру мав нагоду бути присутнім на урочистому врученні Чарльзу Голлу медалі Перкіна і почути у його виступі слова: «Мій друг доктор Еру, присутній сьогодні ввечері, мав подолати ті ж труднощі, що й я».
На знак визнання внеску цих двох молодих людей у розвиток електрохімічного процесу виробництва алюмінію  його тепер називають процесом Голла — Еру. Через дивовижний збіг біографічних даних, обставин життя, способу реалізації ідеї життя — революційного електролітичного процесу виробництва алюмінію в історії науки й промисловості їх стали називати «алюмінієвими двійниками».

## Родинне життя
У серпні 1888 року Поль Еру одружився з Берте Белліо — подругою з дитинства. 1895 року його дружина раптово померла, залишивши двох маленьких дітей, чотирирічного Поля й дворічну Генрієтту. Це був важкий рік для нього. До цього ж він був емоційно вичерпаний відсутністю відчутного прогресу в роботі.
Відновивши свої винахідницькі успіхи, Еру повернув собі здатність насолоджуватись життям, втрачену після смерті дружини. 1898 року він вдруге одружився з Маргаріт Шато. У цьому шлюбі народилися Патріс, Анна-Марія, Елізабет. 1899 року, повернувшись до своєї улюбленої стихії — морських подорожей, Поль Еру зі своєю родиною й з родиною Луї Мерля здійснив навколосвітній круїз, який тривав вісім місяців.
Можливо найповніше передав характер і стиль життя Поля Еру Крістіан Біккерт з корпорації «Пешіне», який так написав про нього:
Навесні 1914 року під час круїзу, який Поль Еру здійснював на своїй яхті Середземним морем, він захворів на черевний тиф, який ускладнився проблемами печінки, і помер в Антібі 9 травня 1914 року, проживши 51 рік.

## Визнання

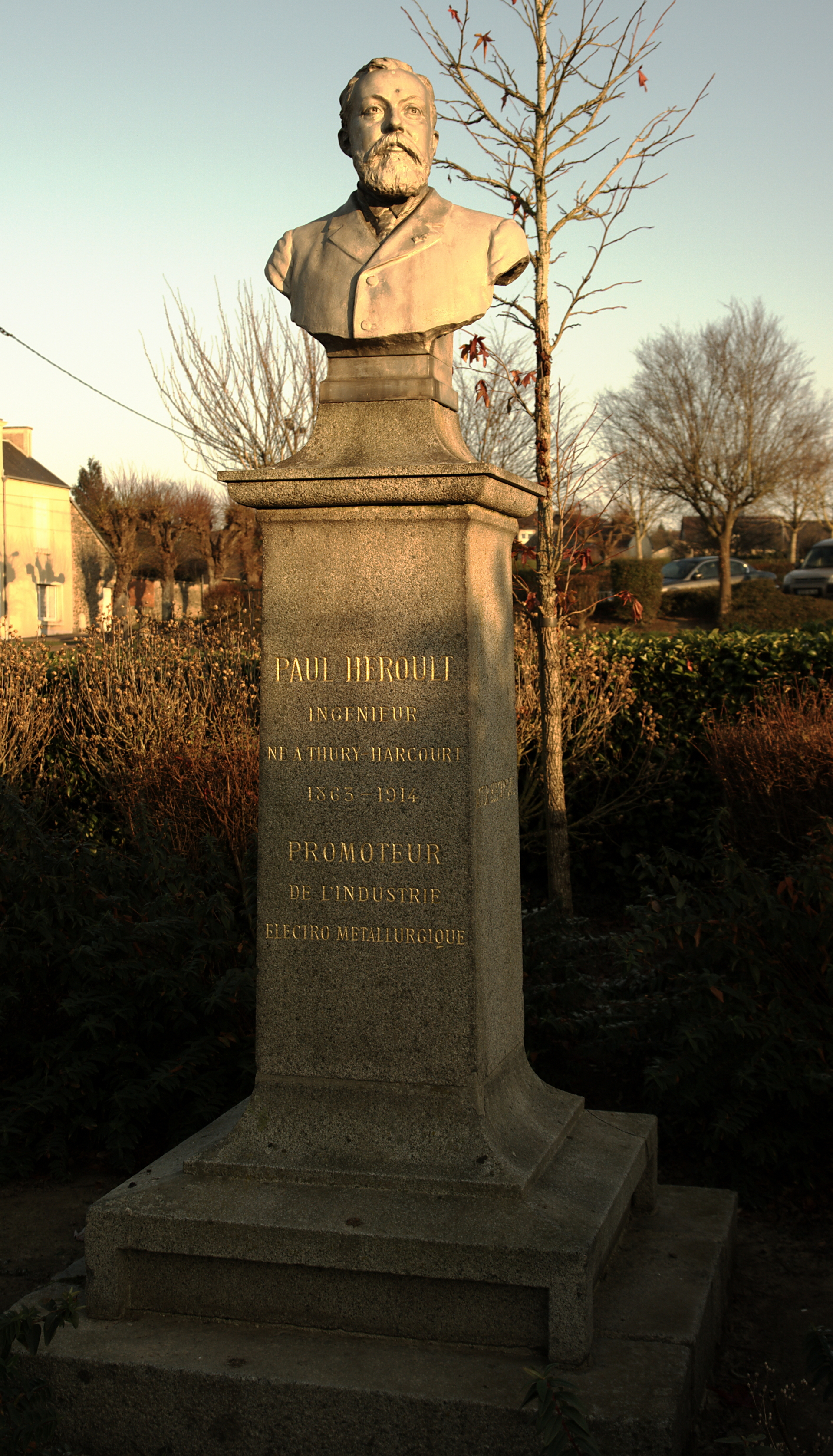
Бюст Поля Еру в Тюрі-Аркур

Загальновизнаний геній Еру приніс йому почесні нагороди за досягнення в галузі електрометалургії алюмінію й сталі. 1902 року Аахенський університет присвоїв йому звання доктора інженерії Honoris causa за заслуги з електрометалургії. 1904 року Товариство заохочення національної промисловості нагородило його однією зі своїх найвищих нагород — великою медаллю Лавуазьє. Він отримав гран-прі на виставці в Сент-Луїсі (США). 1904 року був відзначений званням кавалера ордена Почесного легіону.
У Франції його іменем названі вулиці в Рюей-Мальмезоні, Сен-Мішель-де-Мор'єнні, Сен-Жан-ле-Блані, Еширолі, Бресті, Нантеррі, Вілларі-Бонно, Безьє.
У місті Тюрі-Аркур встановлений бюст Поля Еру, названа його іменем вулиця, на якій розташовані дитячий садок та школа його імені; у місті Сен-Жан-де-Мор'єнн, у живописній альпійській долині Мор'єнн, у вересні 1974 року відкритий ліцей його імені (фр. Lycée Paul Héroult). 1986 року поштова адміністрація Франції випустила в обіг поштову марку, присвячену 100-річчю винаходу Полем Еру способу електролітичного виробництва алюмінію. На марці під зображенням винахідника поміщені схеми тигля з його першого патенту 1886 року й печі-електролізера модифікації 1892 року.
З усіх іноземних країн, де він побував, Еру найбільше приваблювали Сполучені Штати. Добре володіючи англійською мовою він легко пристосувався до американського стилю праці, високо цінував дух ініціативи та підприємництва там, відчуваючи себе як дома під час неодноразового й тривалого перебування у США в період з 1905 до 1913 року. Його знання та практичні навички високо цінувалися американськими підприємцями та інженерами, а його репутація великого електрометалурга не підлягала сумніву. Його винаходи стали значною віхою в історії електрометалургії. У них поєднувалася уява винахідника з гострим відчуттям потреб промисловості, його ідеї проті та лаконічні, а конструкції міцні та легкі в застосуванні.